# Oruro (departman)
Departman Oruro nalazi se na zapadu Bolivije na granici s Čileom. Ovaj departman proteže se andskom visoravni Altiplano.

## Provincije
Oruro je podijeljen u 16 provincija:
| Provincija           | Glavni grad              | Površina (km²) | Stan. (2001.) |
| -------------------- | ------------------------ | -------------- | ------------- |
| Atahuallpa           | Sabaya                   | 5885           | 7114          |
| Carangas             | Corque                   | 5472           | 10.505        |
| Cercado              | Oruro                    | 5766           | 241.230       |
| Eduardo Avaroa       | Challapata               | 4015           | 27.675        |
| Ladislao Cabrera     | Salinas de Garcí Mendoza | 8818           | 11.698        |
| Litoral de Atacama   | Huachacalla              | 2894           | 4555          |
| Nor Carangas         | Huayllamarca             | 870            | 5790          |
| Pantaléon Dalence    | Huanuni                  | 1210           | 23.608        |
| Poopó                | Poopó                    | 3061           | 14.984        |
| Puerto de Mejillones | La Rivera                | 785            | 1130          |
| Sajama               | Curahuara de Carangas    | 5790           | 9096          |
| San Pedro de Totora  | Totora                   | 1487           | 4941          |
| Saucarí              | Toledo                   | 1671           | 7763          |
| Sebastián Pagador    | Santiago de Huari        | 1972           | 10.221        |
| Sud Carangas         | Santiago de Andamarca    | 3536           | 6136          |
| Tomas Barrón         | Eucaliptus               | 356            | 5424          |

## Stanovništvo
Proj stanovnika ovog departmana udvostručio se u pola stoljeća, od 192.356 (1950.) preko 310.409 (1976.) i 340.114 (1992.) do 391.870 (2001).

## Gospodarstvo
Oruro je tradicionalno rudarsko središte Bolivije (kositar, olovo i srebro). Usprkos zatvaranju brojnih rudnika zadnjih nekoliko desetljeća, rudarstvo je ostalo važan gospodarski faktor.

## Najveći gradovi
| Grad       | Stanovništvo 2001. (popis) | Stanovništvo 2005. (procjena) |
| ---------- | -------------------------- | ----------------------------- |
| Oruro      | 202.010                    | 208.684                       |
| Huanuni    | 15.326                     | 15.492                        |
| Challapata | 7.684                      | 8.016                         |
| Caracollo  | 4.487                      | 4.708                         |

## Vanjske poveznice
- (njem.)Informacije o ovom departmanu na stranicama bolivijskog veleposlanstva u Berlinu  Arhivirana inačica izvorne stranice od 25. prosinca 2011. (Wayback Machine)